# Blue Wall
Blue Wall (deutsch Blaue Wand oder Blaue Mauer) ist ein Terminus, der in der politischen Sprache der Vereinigten Staaten verwendet wird. Er geht davon aus, dass sich die Wählermehrheiten für die Demokratische Partei in einigen Staaten derartig verfestigt haben, dass es für die Republikanische Partei sehr schwer ist, diese Staaten für sich zu gewinnen. Umgekehrt zieht man für die entsprechenden Hochburgen der Republikaner, in denen die Stimmenmehrheit für die Demokratische Partei gewöhnlich außer Reichweite ist, die Begriffe Red Wall („Rote Wand“) oder Red Sea („Rotes Meer“) heran.

Blue-Wall-Staaten 1992–2012. Die drei hellblau markierten Staaten haben 2016 und 2024 den Republikaner Donald Trump gewählt.

Red-Wall-Staaten: Die Staaten mit dem dunkelsten Rotton haben bei jeder Wahl seit 1968 den Kandidaten der Republikaner gewählt, die Staaten mit dem hellsten Rotton bei jeder Wahl seit 2016.

Der Ausdruck spielt auf die politische Unterteilung der USA in rote und blaue Staaten an. Dabei stehen die blauen Staaten für Staaten, die mehrheitlich für die Demokraten sind, und rote Staaten für die, die mehrheitlich für die Republikaner stimmen.

## Entstehung des Begriffs
Der Begriff wurde zum ersten Mal vom Blogger des Houston Chronicle, Chris Ladd, anlässlich der Halbzeitwahlen 2014 verwendet.
Ladd, ein Republikaner, schrieb im November 2014, dass die Erfolge der Republikaner 2014 das grundsätzliche Problem überlagerten, dass die Republikanische Partei die Interessen der weißen, ländlichen Wähler im Süden nicht genug beachteten. Ladds Analyse wurde vom Kommentator Lawrence O’Donnell von der MSNBC aufgegriffen und erlangte Bekanntheit. Eine ähnliche „rote Mauer“, also Staaten, die solide republikanisch wählen, gibt es auch.

## Staaten hinter der blauen Wand
Hinter dieser blauen Wand liegen mehrheitlich die Staaten an der Westküste, dem Nordosten und – bis 2016 – in der Region um die großen Seen. Als große Drei der Demokraten werden bezeichnet: Kalifornien, New York und Illinois. Bundesstaaten hinter der blauen Wand sind im Gemeinen die, die seit der ersten Wahl Bill Clintons 1992 stets die Demokraten wählten. Die Staaten sind (nach der Größe der Einwohnerzahlen): Kalifornien, New York, Illinois, New Jersey, Washington, Massachusetts, Maryland, Minnesota, Oregon, Connecticut, Hawaii, Maine, Rhode Island, Delaware und Vermont, außerdem der District of Columbia. Diese verfügen zusammen über 194 der 538 Stimmen im Electoral College.
Ein Großteil dieser Staaten hat das letzte Mal „rot“ gewählt, als George H. W. Bush 1988 Michael Dukakis deutlich besiegte. Natürlich wählten fast alle auch Ronald Reagan bei dessen Erdrutschsieg 1984 und damit rot. Nur Minnesota und der District of Columbia wählten damals nicht Reagan. Minnesota hat seit 1972 keinen Republikaner mehr gewählt.
Der Republikaner Donald Trump durchbrach bei der Präsidentschaftswahl 2016 die blaue Wand, indem er – jeweils mit knappem Vorsprung – in den Bundesstaaten Pennsylvania, Michigan und Wisconsin gewann. Diese hatten zuvor seit 1992 stets den Kandidaten der Demokraten gewählt. Joe Biden konnte 2020 diese drei Staaten für die Demokraten zurückgewinnen, 2024 wählten sie aber erneut Donald Trump – diesmal sogar mit deutlicherem Vorsprung. Diese Staaten gelten seither nicht mehr als Blue-Wall- sondern als Swing States.

## Staaten hinter der roten Wand
Die Staaten, die die Republikaner seit 1980 bei jeder Präsidentschaftswahl gewonnen haben, sind: Texas, Alabama, South Carolina, Oklahoma, Mississippi, Utah, Kansas, Nebraska, Idaho, South Dakota, North Dakota, Alaska und Wyoming mit einer Gesamtzahl von 102 Stimmen. Staaten, die mindestens seit 2000 stets den Kandidaten der Republikaner gewählt haben, sind: Tennessee, Missouri, Kentucky, Louisiana, Arkansas, Montana und West Virginia. Zählt man diese mit zur Red Wall, ergeben sich 152 Stimmen im Wahlmännerkollegium.

## Kritik
Das demokratische „Schloss“ (lock) über diese Staaten wurde in Frage gestellt, da mehrere in den letzten Wahlen umkämpft waren, und viele Republikaner gewählt haben, die gegenwärtig ein Amt wie US-Senator oder US-Gouverneur innehaben.
Der einzige Blue-Wall-Bundesstaat, der einen republikanischen Senator stellt, ist Maine.
Die einzigen Blue-Wall-Bundesstaaten, die einen republikanischen Gouverneur stellen, sind New Hampshire, Vermont und Virginia.
Nate Silver kritisierte diese Theorie bereits 2015. Er argumentierte, dass die „blaue Mauer“ bei den Wahlen einfach nur dafür stünde, dass die Demokraten einen „ziemlich guten Lauf“ gehabt haben, und dass bereits relativ geringe Zugewinne die Wahl zugunsten der Republikaner kippen könnten.